# Never Let Me Go (pel·lícula de 2010)
Never Let Me Go és una pel·lícula britànica de 2010 dirigida per Mark Romanek i basada en la novel·la del mateix nom de Kazuo Ishiguro, autor d'El que queda del dia, duta també al cinema.
La història és un drama distòpic que se centra en la relació de tres adolescents que han crescut junts en un mateix internat i descobreixen que són experiments científics.

## Argument
Kathy (Carey Mulligan), Ruth (Keira Knightley) i Tommy (Andrew Garfield) passen la seva infantesa en un internat de Hailsham (Anglaterra). Encara que aquest lloc pot semblar idíl·lic, a mesura que van entrant en l'adolescència els tres joves van advertint alguns elements estranys en la seva formació: els professors mantenen una relació amb ells extremadament freda i els obliguen a crear obres d'art que, a vegades, són retirades amb un destí incert. A més, no poden sortir de la propietat i a certa edat, són enviats a La Cottage, una granja semiabandonada on aprendran a cuidar d'ells mateixos durant uns quants anys.

## Repartiment
| Intèrpret          | Personatge  |
| ------------------ | ----------- |
| Keira Knightley    | Ruth        |
| Carey Mulligan     | Kathy       |
| Andrew Garfield    | Tommy       |
| Charlotte Rampling | Srta. Emily |
| Sally Hawkins      | Srta. Lucy  |

## Premis
Premis British Independent Film
- Guanyadora per:
  - Millor actriu per Carey Mulligan
- Nominada per:
  - Millor pel·lícula britànica independent
  - Millor director per Mark Romanek
  - Millor guió per Alex Garland
  - Millor actor secundari per Andrew Garfield
  - Millor actriu secundària per Keira Knightley